# 룩남강
룩남강(베트남어: Sông Lục Nam / 瀧陸南)은 민득강(베트남어: Sông Minh Đức / 瀧明德) 또느 쭈강(베트남어: Sông Chũ) 등으로 불리는 베트남의 강이다. 룩남강은 박장성과 랑선성을 거쳐 200km를 흐른다.

## 개요
룩남강은 랑선성 딘럽현의 캄산 지역의 약 700m 고도에서 발원하여 남서 방향으로 박장성의 선동현, 룩응안현과 룩남현을 거쳐 옌중현의 득장, 찌옌, 흥다오(찌린)의 사이에서 트엉강과 합류한다. 룩남강은 보강, 레응악강(Lê Ngạc), 찌딱강(Chỉ Tác), 단호이강(Đan Hội, 왼쪽 강안으로)과 깐강(Căn), 곰강(Gốm), 꼬맛강(Cỏ Mạt, 오른쪽 강안으로)의 지류가 있다.
강의 총 길이는 거의 200km에 이르며, 랑산성의 구간은 15km, 박장성 구간은 약 175km이다. 룩남강 유역의 전체 면적은 약 3070km2로, 유역의 평균 해발은 207m, 유역의 평균 경사는 16.5%이다. 하류(쭈강에서 T형 교차 지점까지)의 끝에서 약 45km에 걸쳐 강폭이 넓어져 수로 교통이 편리하다.

## 같이 보기
- 껩 원정
- 누이밥 전투
- 랑선 원정